# Lispoides triplex
Lispoides triplex är en tvåvingeart som först beskrevs av Stein 1911.  Lispoides triplex ingår i släktet Lispoides och familjen husflugor. Inga underarter finns listade i Catalogue of Life.